# Ulrichen
Ulrichen (toponimo tedesco) è una frazione di 219 abitanti del comune svizzero di Obergoms, nel Canton Vallese (distretto di Goms).

## Storia

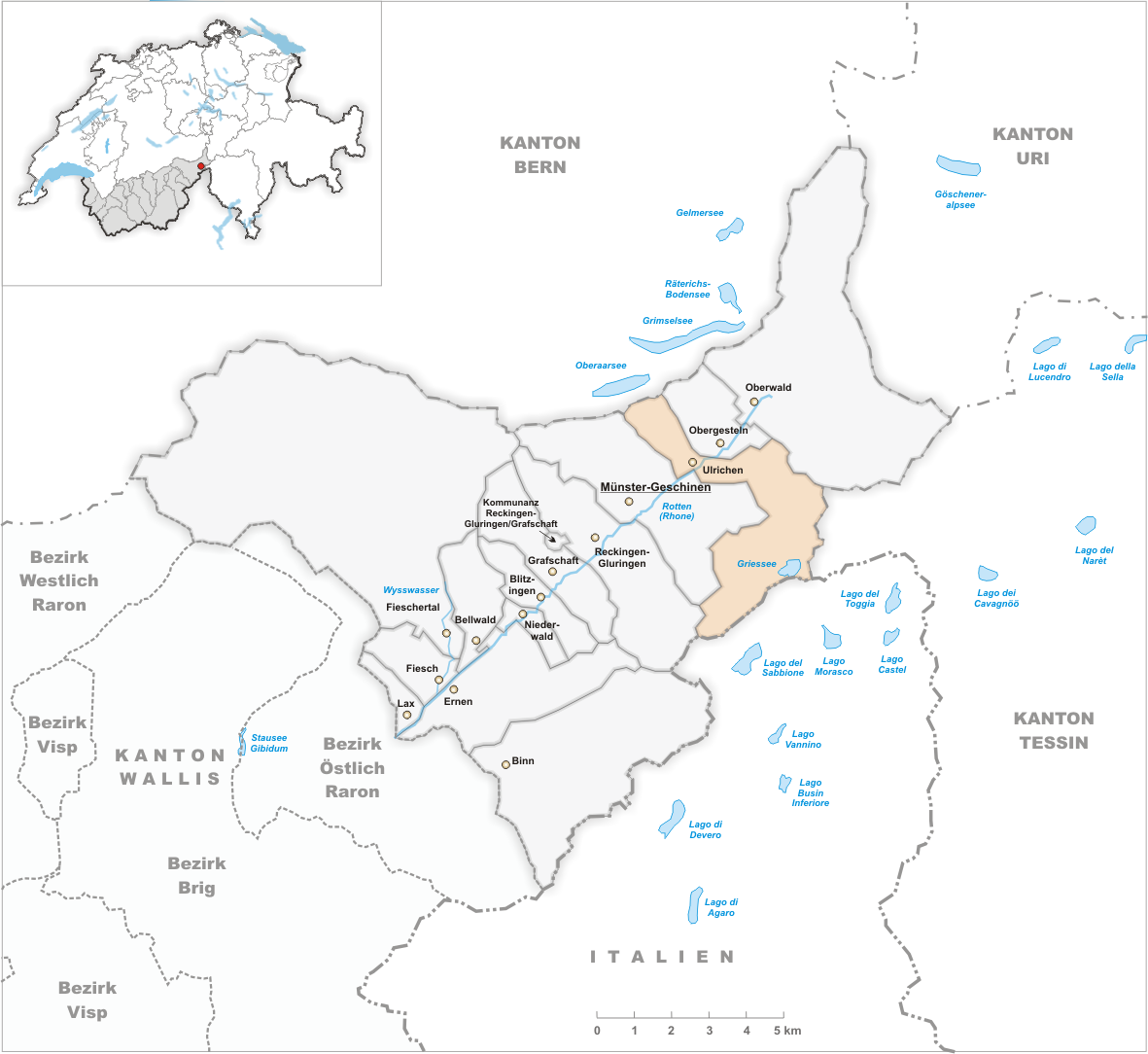
Il territorio del comune di Ulrichen prima degli accorpamenti comunali del 2009

Già comune autonomo che si estendeva per 44,4 km² e che comprendeva anche la frazione Zum Loch, nel 2009 è stato accorpato agli altri comuni soppressi di Obergesteln e Oberwald per formare il nuovo comune di Obergoms.

## Monumenti e luoghi d'interesse

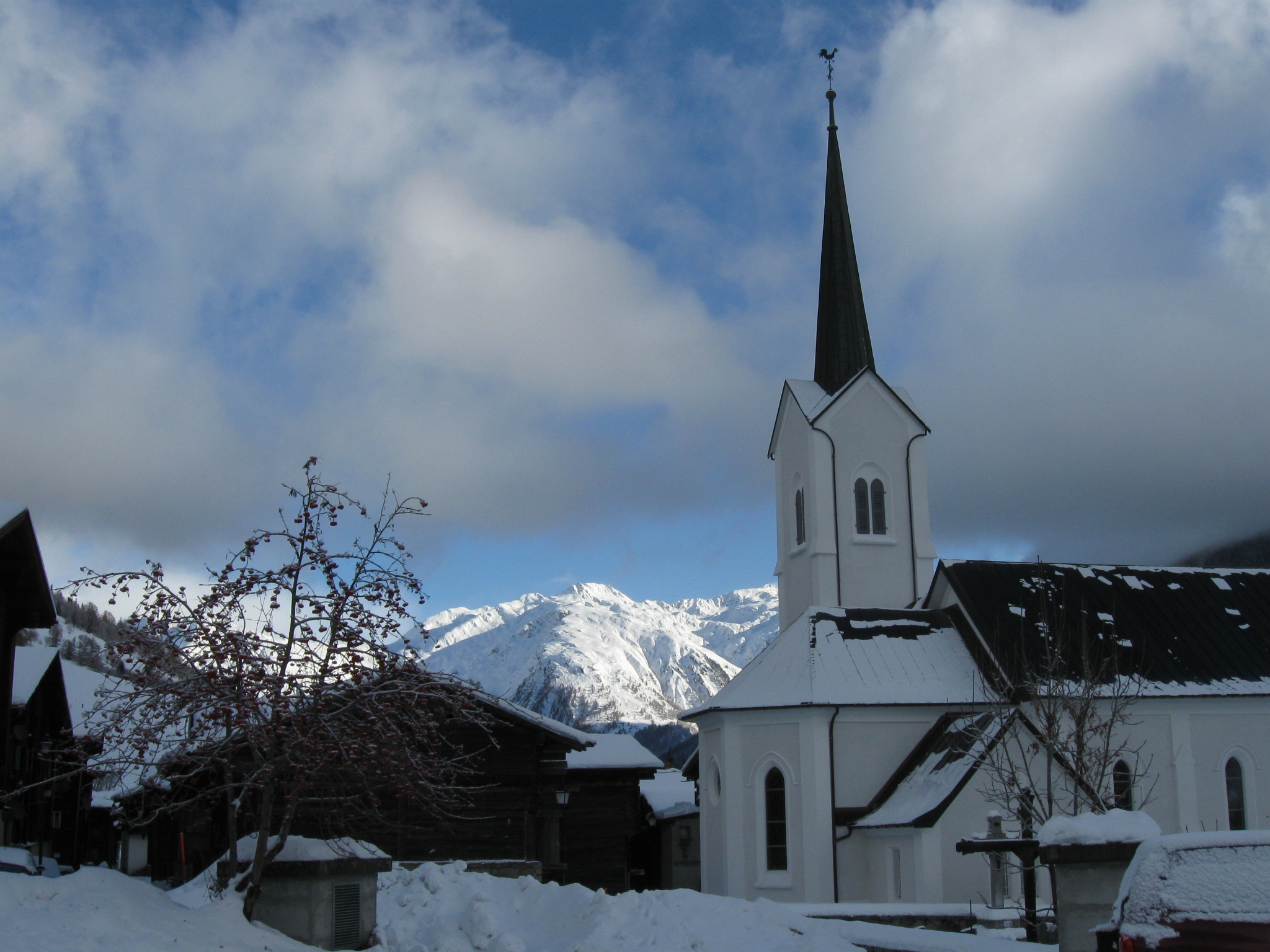
La chiesa di San Nicolao

- Chiesa parrocchiale cattolica di San Nicolao, eretta nel 1878 e ricostruita nel 1894[1];
- Cappella di San'Anna in località Zum Loch, attestata dal 1465 e ricostruita nel 1683-1686[1];

## Società

### Evoluzione demografica
L'evoluzione demografica è riportata nella seguente tabella:
Abitanti censiti

## Infrastrutture e trasporti
Ulrichen è servito dall'omonima stazione, sulla ferrovia del Furka-Oberalp.

## Amministrazione
Ogni famiglia originaria del luogo fa parte del cosiddetto comune patriziale e ha la responsabilità della manutenzione di ogni bene ricadente all'interno dei confini della frazione.

## Sport
Stazione sciistica specializzata nello sci nordico, ha ospitato fra l'altro alcune tappe della Coppa del Mondo di sci di fondo.